# Поспешное бегство 2
«Поспешное бегство 2» (англ. Fast Getaway II) — американский кинофильм режиссёра Олей Сэссона. Сиквел фильма 1991 года — «Поспешное бегство».

## Сюжет
Нельсон «завязал» со своей прошлой жизнью и больше не занимается грабежом банков. Теперь он занимается страхованием вместе со своей любимой девушкой. Но его прошлое даёт о себе знать, когда бывшая сообщница подставляет Нельсона.
Когда отец, с которым Нельсон грабил банки, выходит из тюрьмы, они начинают преследование бывшей подельницы, чтоб доказать невиновность Нельсона.

## В ролях
- Кори Хэйм — Нельсон
- Синтия Ротрок — Лилли
- Лео Росси — Сэм
- Стэнтон Дэвис — коп
- Мэгги Грант — служащая в банке
- Кен Лернер — Тони
- Тиффани Грант — девушка Нельсона